# Praia de Ponta Grossa (Icapuí)
Falésia da praia de Ponta Grossa
Ponta Grossa é um praia brasileira localizada no município de Icapuí no estado do Ceará. É uma praia de dunas e falésias, sendo ainda pouco explorada do ponto de vista turístico.
Supõe-se que foi o local no qual o navegador espanhol Vicente Pinzón desembarcou no Brasil. Como não se tratava de uma viagem oficial, a visita não foi aceita como um descobrimento. Fala-se que o navegador espanhol, que teria chegado à costa brasileira dois meses antes de Cabral chegar a Porto Seguro, na Bahia, teria batizado o lugar de Cabo de Santa Maria de la Consolación.